# Ronde van Zwitserland 2022 (vrouwen)
De 6e editie van de Ronde van Zwitserland bij de vrouwen werd verreden van 18 juni tot en met 21 juni 2022. De wedstrijd bestond uit vier etappes en was onderdeel van de UCI Women's ProSeries.
| Etappe       | Winnaar          | Algemeen klassement · | Puntenklassement · | Bergklassement ·     | Jongerenklassement · | Ploegenklassement       |
| ------------ | ---------------- | --------------------- | ------------------ | -------------------- | -------------------- | ----------------------- |
| 1            | Lucinda Brand    | Lucinda Brand         | Lucinda Brand      | Pauliena Rooijakkers | Elisa Balsamo        | Canyon//SRAM Racing     |
| 2            | Kristen Faulkner | Kristen Faulkner      | Lucinda Brand      | Pauliena Rooijakkers | Olivia Baril         | Team BikeExchange-Jayco |
| 3            | Elisa Balsamo    | Kristen Faulkner      | Lucinda Brand      | Pauliena Rooijakkers | Olivia Baril         | Team BikeExchange-Jayco |
| 4            | Lucinda Brand    | Lucinda Brand         | Lucinda Brand      | Pauliena Rooijakkers | Olivia Baril         | Canyon//SRAM Racing     |
| 0Eindstanden | 0Eindstanden     | Lucinda Brand         | Lucinda Brand      | Pauliena Rooijakkers | Olivia Baril         | Canyon//SRAM Racing     |

Mannen: 1933 · 1934 · 1935 · 1936 · 1937 · 1938 · 1939 · 1940 · 1941 · 1942 · 1943 · 1944 · 1945 · 1946 · 1947 · 1948 · 1949 · 1950 · 1951 · 1952 · 1953 · 1954 · 1955 · 1956 · 1957 · 1958 · 1959 · 1960 · 1961 · 1962 · 1963 · 1964 · 1965 · 1966 · 1967 · 1968 · 1969 · 1970 · 1971 · 1972 · 1973 · 1974 · 1975 · 1976 · 1977 · 1978 · 1979 · 1980 · 1981 · 1982 · 1983 · 1984 · 1985 · 1986 · 1987 · 1988 · 1989 · 1990 · 1991 · 1992 · 1993 · 1994 · 1995 · 1996 · 1997 · 1998 · 1999 · 2000 · 2001 · 2002 · 2003 · 2004 · 2005 · 2006 · 2007 · 2008 · 2009 · 2010 · 2011 · 2012 · 2013 · 2014 · 2015 · 2016 · 2017 · 2018 · 2019 · 2020 · 2021 · 2022 · 2023 · 2024 · 2025
Vrouwen: 1998 · 1999 · 2000 · 2001 · 2002-2020 · 2021 · 2022 · 2023 · 2024 · 2025
Omloop Het Nieuwsblad · 
Nokere Koerse · 
Dwars door Vlaanderen · 
Brabantse Pijl · 
Festival Elsy Jacobs · 
Ronde van Thüringen · 
Ronde van Zwitserland · 
Ronde van Emilia